# 费尔体育俱乐部
费尔体育俱乐部自1924年注册协会（德語：Sportclub Verl von 1924 e. V.）是一家来自德国东威斯特法伦居特斯洛县的城市费尔的足球俱乐部。它成立于1924年9月6日，至2019年11月已有1102名会员。俱乐部的主色调为黑色和白色。
俱乐部的一线队自2020年起将参加德国丙级联赛。其取得的最大成就包括于2020年升入丙级联赛；于1991年和2007年加冕威斯特法伦高级联赛冠军；以及于1992年、1999年和2007年捧起威斯特法伦杯冠军。在1991年，他们甚至参加了乙级联赛升级附加赛。
俱乐部的主场设于费尔市内的体育俱乐部竞技场。其最著名球员为前德国国脚，后者曾于1999-2000赛季效力于此。